# Panissières
Panissières – miejscowość i gmina we Francji, w regionie Owernia-Rodan-Alpy, w departamencie Loara.
Według danych na rok 1990 gminę zamieszkiwało 2 867 osób, a gęstość zaludnienia wynosiła 107 osób/km² (wśród 2880 gmin regionu Rodan-Alpy Panissières plasuje się na 311. miejscu pod względem liczby ludności, natomiast pod względem powierzchni na miejscu 293.).